# Juliaan Filliers
Juliaan Alfred Leopold Filliers (Deurle, 21 december 1875 - Petegem-aan-de-Leie, 29 november 1936) was een Belgisch arts en politicus.

## Levensloop
Hij was afkomstig van Sint-Martens-Leerne en de enige huisarts in Petegem, zijn praktijk was in zijn woning nabij het station. In 1922 werd hij schepen in Petegem, om in 1934 het burgemeestersambt op te nemen. Hij bleef amper 2 jaar in functie en stierf op 61-jarige leeftijd.
Filliers werd opgevolgd door Adolf Haerens, die burgemeester bleef tot in 1969.